# Unterschwaningen
Unterschwaningen település Németországban, azon belül Bajorországban. Lakosainak száma 866 fő (2023. december 31.). Unterschwaningen Gunzenhausen és Wassertrüdingen községekkel határos.

## Népesség
A település népessége az elmúlt években az alábbi módon változott:
| Lakosok száma | 543  | 630  | 708  | 858  | 876  | 880  | 872  | 873  | 864  | 866  |
|               | 1875 | 1950 | 1975 | 1987 | 2012 | 2014 | 2016 | 2017 | 2021 | 2023 |